# Thollet
Thollet é uma comuna francesa na região administrativa da Nova Aquitânia, no departamento de Vienne. Estende-se por uma área de 29,92 km². Em 2010 a comuna tinha 157 habitantes (densidade: 5,2 hab./km²).